# Diboll (Teksas)
Diboll je grad u američkoj saveznoj državi Teksas. Prema popisu stanovništva iz 2010. u njemu je živjelo 4.776 stanovnika.